# 5''-ホスホリボスタマイシンホスファターゼ
5''-ホスホリボスタマイシンホスファターゼ (5''-phosphoribostamycin phosphatase, btrP (gene), neoI (gene)) は、系統名が5''-phosphoribostamycin phosphohydrolaseの酵素である。以下の化学反応を触媒する。
5''-ホスホリボスタマイシン + H2O {\displaystyle \rightleftharpoons } リボスタマイシン + リン酸
この酵素は、リボスタマイシンやネオマイシン、ブチロシンなど数種のアミノシクリトール系抗生物質の生合成に関わっている。